# Lady Yakuza : Le Retour d'Oryū
Série Lady Yakuza
Lady Yakuza : Chronique des joueurs
(1969) Lady Yakuza : Prépare-toi à mourir !
(1971)
Pour plus de détails, voir Fiche technique et Distribution.
Lady Yakuza : Le Retour d'Oryū (緋牡丹博徒 お竜参上, Hibotan bakuto: Oryū sanjō) est un film japonais de Tai Katō sorti en 1970. C'est le 6e des huit films qui composent la série Lady Yakuza (緋牡丹博徒, Hibotan bakuto).

## Synopsis
Oryū est à la recherche de Kimiko Igarashi, une jeune aveugle qu'elle a dû abandonner quelques années auparavant après avoir été impliquée dans la mort de ses parents.

## Fiche technique
- Titre français : Lady Yakuza : Le Retour d'Oryū[1]
- Titre anglais : Red Peony Gambler: Oryu's Return
- Titre original : 緋牡丹博徒 お竜参上 (Hibotan bakuto: Oryū sanjō?)
- Réalisation : Tai Katō
- Scénario : Tai Katō et Norifumi Suzuki
- Photographie : Shigeru Akatsuka
- Musique : Ichirō Saitō
- Décors : Norimichi Igawa
- Montage : Shintarō Miyamoto
- Producteur : Gorō Kusakabe et Kōji Shundō
- Sociétés de production : Tōei
- Pays de production :  Japon
- Langue originale : japonais
- Format : couleur — 2,35:1 — son mono
- Genre : drame ; yakuza eiga
- Durée : 100 minutes[2] (métrage : neuf bobines - 2 729 m[2])
- Date de sortie :
  - Japon : 5 mars 1970[2]

## Distribution
- Junko Fuji : Ryuko Yano / Oryū
- Bunta Sugawara : Tsunejirō Aoyama
- Eiko Yamagishi : Kimiko Igarashi / Okii
- Kanjūrō Arashi : Teppōkyū
- Shinji Takano (ja) : Suzumura, le gendre de Teppōkyū
- Akira Shioji (ja) : Kisaburō, un homme du clan Teppōkyū
- Akira Hirasawa (ja) : Toku, un homme du clan Teppōkyū
- Tōru Abe : Masagorō Samezu
- Akio Hasegawa (ja) : Ginji Shimano, le fiancé de Kimiko, un homme du clan Samezu
- Hiroshi Nawa (ja) : Sabae, un homme du clan Samezu
- Shōtarō Hayashi (ja) : Kanpachi, un homme du clan Samezu
- Shingo Yamashiro (ja) : le voleur complice de Kimiko / Okii
- Yōsuke Kondō (ja) : Kobi Sato, un acteur
- Junkō Tōda (créditée sous le nom de Yoshiko Sawa) : Futaba Ogawa, une actrice
- Yōichi Numata : Junkichi, un homme du clan Nishio
- Bin Amatsu (ja) : M. Kanai de la fédération des yakuzas
- Utako Kyō (ja) : Oume Kano, la tenancière de la maison de thé Kanoya
- Keisuke Ōtori (ja) : Otori, son mari
- Tamami Natsu (ja) : Kimi Ikariishi, une prostituée
- Tomisaburō Wakayama : Torakichi Kumasaka, dit Kumatora
- Mineko Maruhira : Okiyo Kumasaka, la sœur de Torakichi
- Yasumori Hikita : Tsurukichi, un homme du clan Kumasaka

## Autour du film

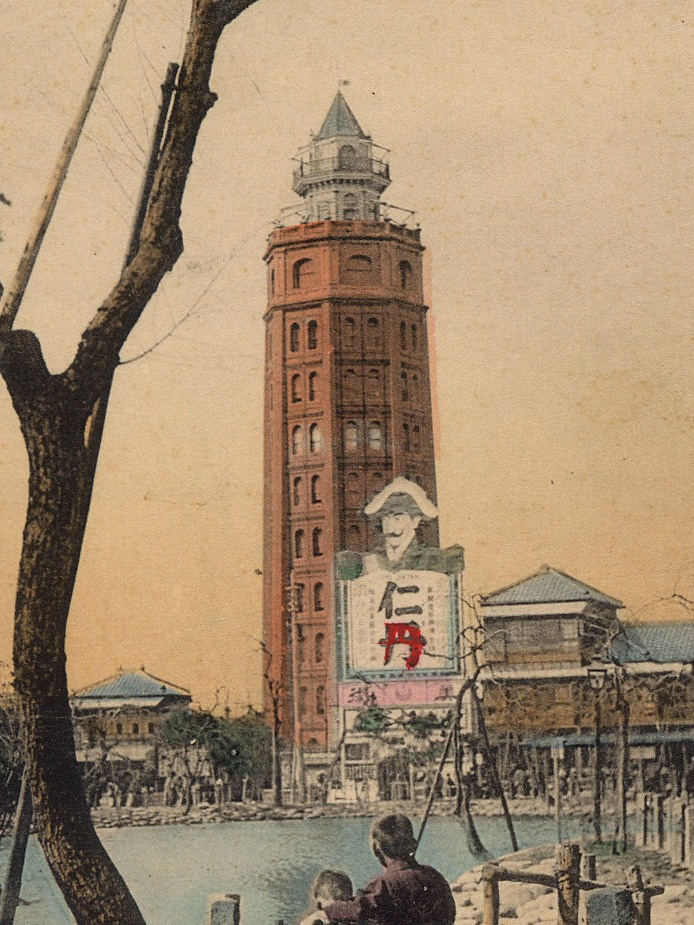
Carte postale représentant le Ryōunkaku à Asakusa.

Une partie de l'intrigue du film se déroule au Ryōunkaku, un gratte-ciel japonais de douze étages et de style occidental, construit en 1890 dans le quartier d'Asakusa à Tokyo. Il fut détruit lors du séisme du Kantō de 1923.

## Les films de la sérieLady Yakuza
La série comprend huit films qui appartiennent au genre ninkyo eiga (ou « films de chevalerie ») une branche du film de yakuza qui relate l'affrontement mortel entre ceux qui s'efforcent de suivre le code moral des yakuzas et ceux qui le dévoient en transformant leur clan en organisations criminelles sans foi ni loi.
Tai Katō, cinéaste star de la Tōei, est l'auteur d'une sorte de série à l'intérieur de la série, ses trois films (épisodes 3, 6 et 7) fonctionnant comme une trilogie fermée sur elle-même, très marquée par son style visuel tranché (plans penchés, contre-plongées, arrêts sur images, utilisation massive des amorces, des ouvertures et des très longues focales pour structurer le cadre, etc.). Lady Yakuza : Le Retour d'Oryū fait directement suite à Lady Yakuza : Le Jeu des fleurs en prolongeant l'intrigue de la petite aveugle à laquelle Oryū s'attache comme à l'enfant qu'elle n'aura jamais.
Les films de la série :
- 1968 : Lady Yakuza : La Pivoine rouge (緋牡丹博徒, Hibotan bakuto?) de Kōsaku Yamashita
- 1968 : Lady Yakuza : La Règle du jeu (緋牡丹博徒 一宿一飯, Hibotan bakuto: Isshuku ippan?) de Norifumi Suzuki
- 1969 : Lady Yakuza : Le Jeu des fleurs (緋牡丹博徒 花札勝負, Hibotan bakuto: Hanafuda shōbu?) de Tai Katō
- 1969 : Lady Yakuza : L'Héritière (緋牡丹博徒 二代目襲名, Hibotan bakuto: Nidaime shūmei?) de Shigehiro Ozawa
- 1969 : Lady Yakuza : Chronique des joueurs (緋牡丹博徒 鉄火場列伝, Hibotan bakuto: Tekkaba retsuden?) de Kōsaku Yamashita
- 1970 : Lady Yakuza : Le Retour d'Oryū (緋牡丹博徒 お竜参上, Hibotan bakuto: Oryū sanjō?) de Tai Katō
- 1971 : Lady Yakuza : Prépare-toi à mourir ! (緋牡丹博徒 お命戴きます, Hibotan bakuto: Oinochi itadaki masu?) de Tai Katō
- 1972 : Lady Yakuza : Le Code yakuza (緋牡丹博徒 仁義通します, Hibotan bakuto: Jingi tōshi masu?) de Buichi Saitō